# Ophidiidae
Famille
Les Donzelles, ou Ophidiidae, sont une famille de poissons abyssaux, de l'ordre des Ophidiiformes.

## Description et caractéristiques
Comme leur nom l'indique, ces poissons sont plus ou moins serpentiformes (ophis en grec) : leur corps est fuselé, avec des nageoires dorsale et anale continues et peu épaisses, et pas de vraie caudale détachée. On les distingue cependant des Anguilliformes par la présence de nageoires ventrales, modifiées en sortes de barbilles fourchues placées juste sous la mâchoire.
Ces poissons sont pour la plupart abyssaux, et on en trouve dans toutes les mers tempérées ou tropicales du monde (la différence à grande profondeur étant faible). Ils vivent près du fond océanique, des eaux côtières pour certaines espèces (comme Brotula multibarbata) à la zone hadale, la plus profonde : l'espèce Abyssobrotula galatheae est ainsi le poisson observé le plus profond à ce jour, identifié dans la fosse de Porto Rico à 8 370 m de profondeur,.
La plus grosse espèce, Lamprogrammus shcherbachevi, peut mesurer jusqu'à 2 m de long, mais la plupart ne dépassent pas 1 m. Contrairement à leurs proches cousins vivipares les Bythitidae, ils pondent des œufs qui donnent naissance à des larves pélagiques, qui vivent assez près de la surface.
Quelques espèces sont commercialisées pour l'alimentation humaine, comme Genypterus blacodes, mais le mode de pêche et le cycle de vie très lent de ces poissons rend cette pêche peu écologique et durable.

## Liste des sous-familles et genres

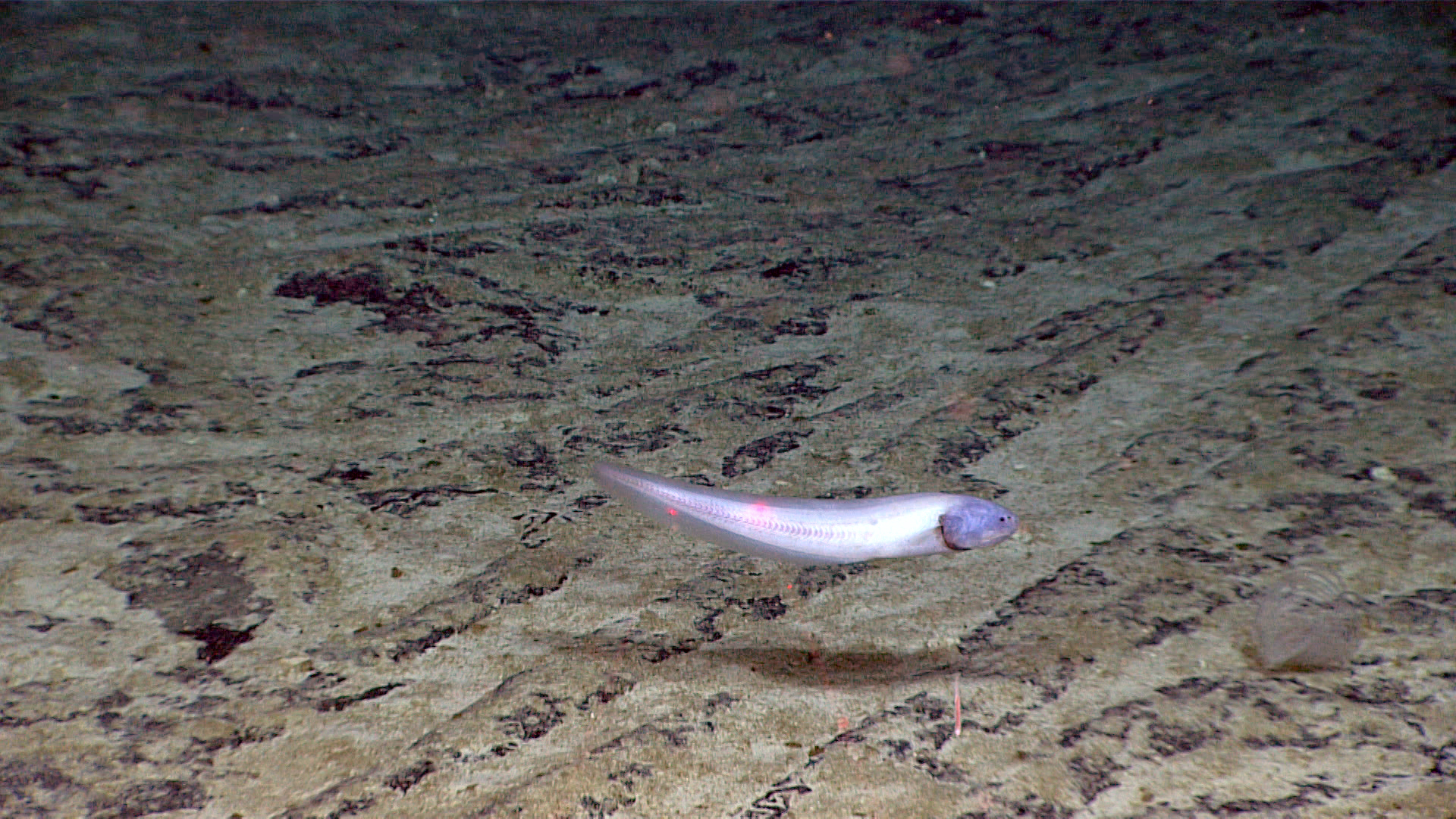
Bassozetus sp.

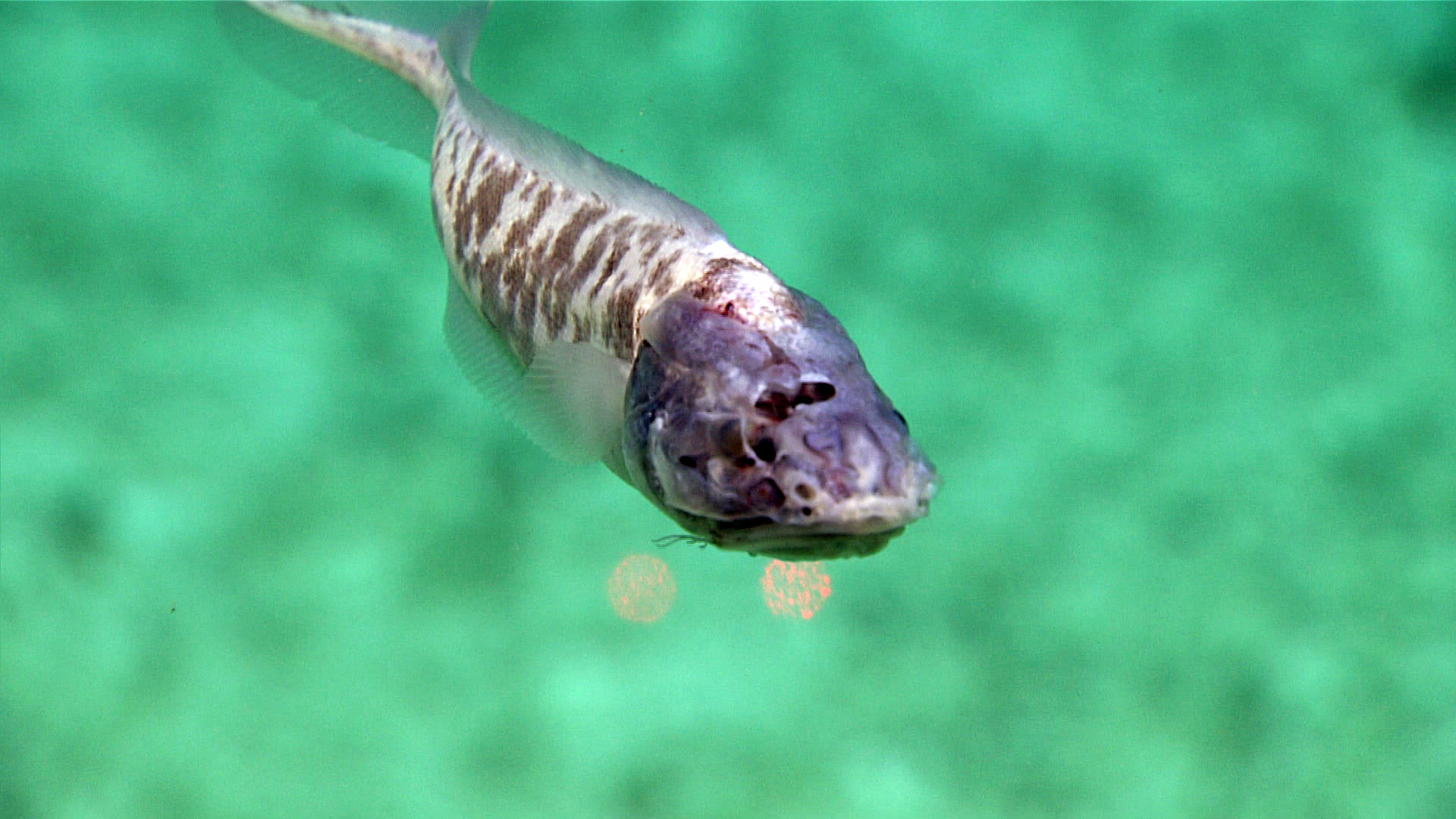
Leucicorus sp.

Selon World Register of Marine Species (29 juin 2016), cette famille regroupe environ 280 espèces dans une cinquantaine de genres :
- sous-famille Brotulinae Swainson, 1838
  - genre Brotula (genus) (en) Cuvier, 1829
- sous-famille Brotulotaeniinae Cohen & Nielsen, 1978
  - genre Brotulotaenia Parr, 1933
- sous-famille Neobythitinae Radcliffe, 1913
  - genre Abyssobrotula Nielsen, 1977
  - genre Acanthonus Günther, 1878
  - genre Alcockia Goode & Bean, 1896
  - genre Apagesoma Carter, 1983
  - genre Barathrites Zugmayer, 1911
  - genre Barathrodemus Goode & Bean, 1883
  - genre Bassogigas Goode & Bean, 1896
  - genre Bassozetus Gill, 1883
  - genre Bathyonus Goode & Bean, 1885
  - genre Benthocometes Goode & Bean, 1896
  - genre Dannevigia Whitley, 1941
  - genre Dicrolene Goode & Bean, 1883
  - genre Enchelybrotula Smith & Radcliffe, 1913
  - genre Epetriodus Cohen & Nielsen, 1978
  - genre Eretmichthys Garman, 1899
  - genre Glyptophidium Alcock, 1889
  - genre Holcomycteronus Garman, 1899
  - genre Homostolus Smith & Radcliffe, 1913
  - genre Hoplobrotula Gill, 1863
  - genre Hypopleuron Smith & Radcliffe, 1913
  - genre Lamprogrammus Alcock, 1891
  - genre Leptobrotula Nielsen, 1986
  - genre Leucicorus Garman, 1899
  - genre Luciobrotula Smith & Radcliffe, 1913
  - genre Mastigopterus Smith & Radcliffe, 1913
  - genre Menziesichthys Nalbant & Mayer, 1971
  - genre Monomitopus Alcock, 1890
  - genre Neobythites Goode & Bean, 1885
  - genre Neobythitoides Nielsen & Machida, 2006
  - genre Penopus Goode & Bean, 1896
  - genre Petrotyx Heller & Snodgrass, 1903
  - genre Porogadus Goode & Bean, 1885
  - genre Pycnocraspedum Alcock, 1889
  - genre Selachophidium Gilchrist, 1903
  - genre Sirembo Bleeker, 1857
  - genre Spectrunculus Jordan & Thompson, 1914
  - genre Spottobrotula Cohen & Nielsen, 1978
  - genre Tauredophidium Alcock, 1890
  - genre Thalassobathia Cohen, 1963
  - genre Typhlonus Günther, 1878
  - genre Ventichthys Nielsen, Møller & Segonzac, 2006
  - genre Xyelacyba Cohen, 1961
- sous-famille Ophidiinae Rafinesque, 1810
  - genre Cherublemma Trotter, 1926
  - genre Chilara Jordan & Evermann, 1896
  - genre Genypterus Philippi, 1857
  - genre Lepophidium Gill, 1895
  - genre Ophidion Linnaeus, 1758
  - genre Otophidium Gill, 1885
  - genre Parophidion Tortonese, 1954
  - genre Raneya Robins, 1961
  - genre Xiphiurus Smith, 1847

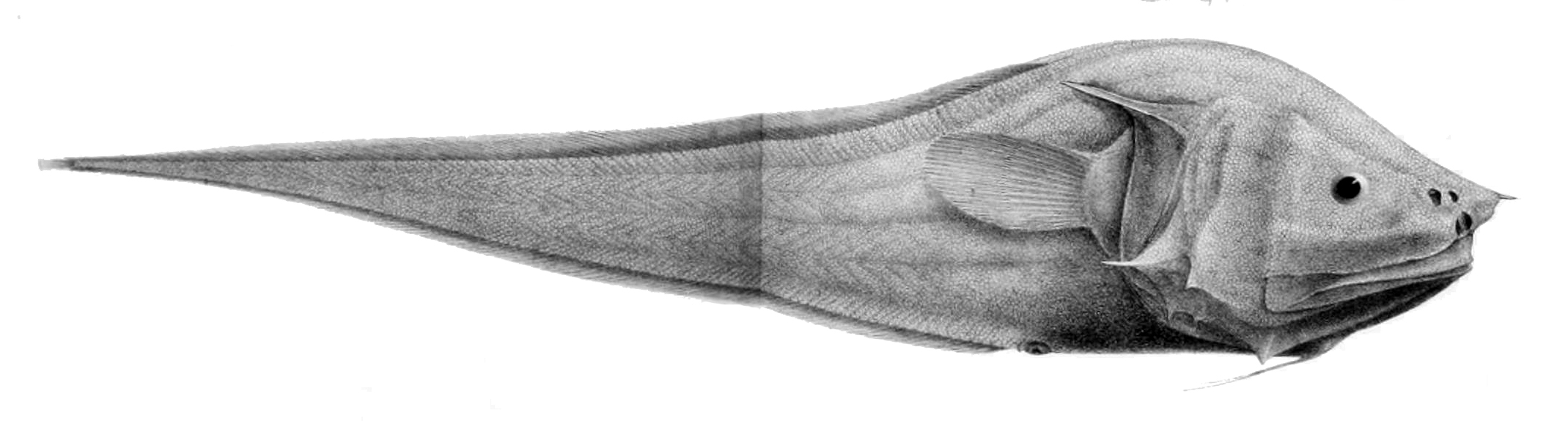
Acanthonus armatus
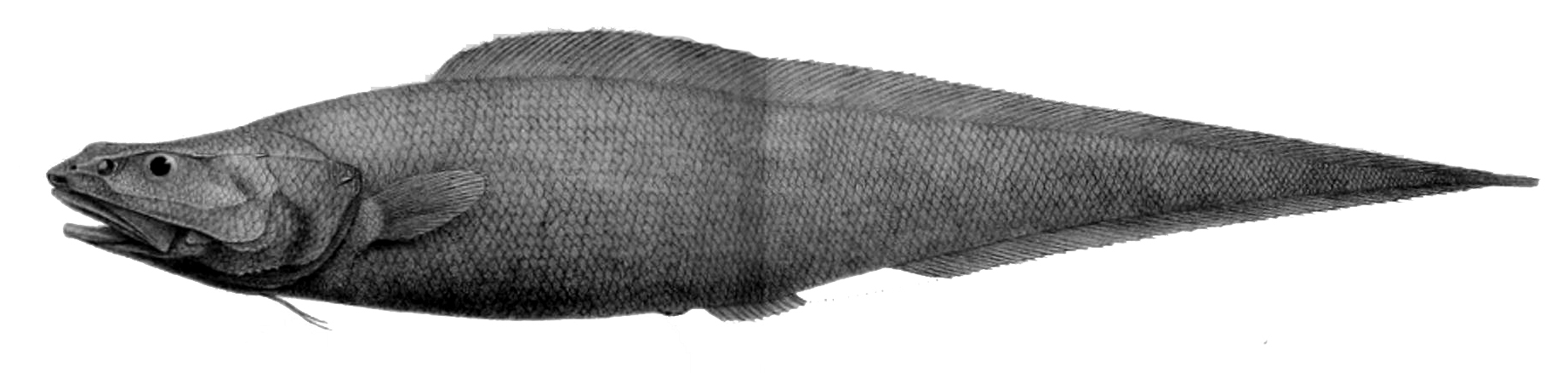
Alcockia rostrata
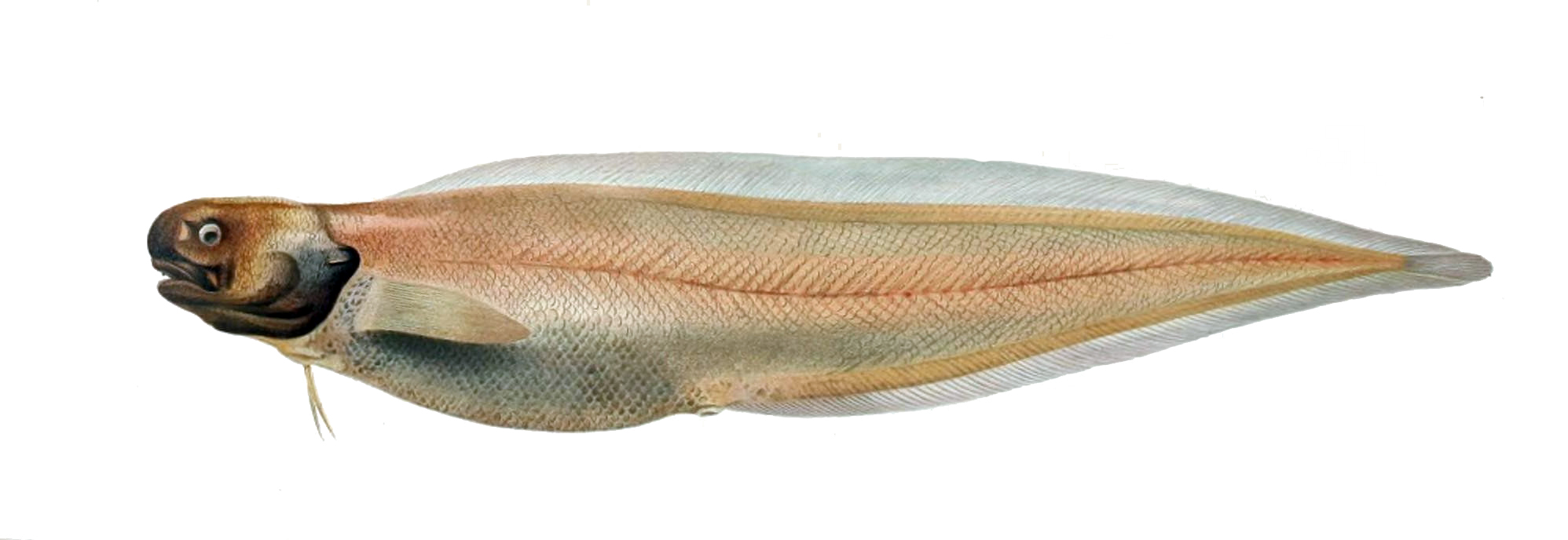
Barathrites iris
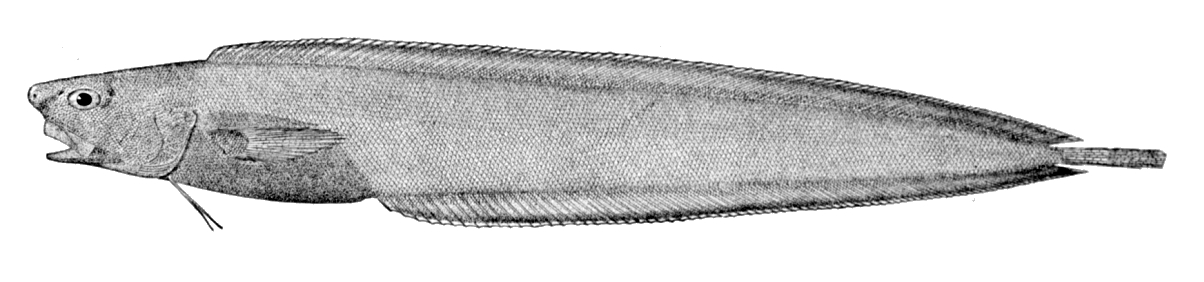
Barathrodemus manatinus
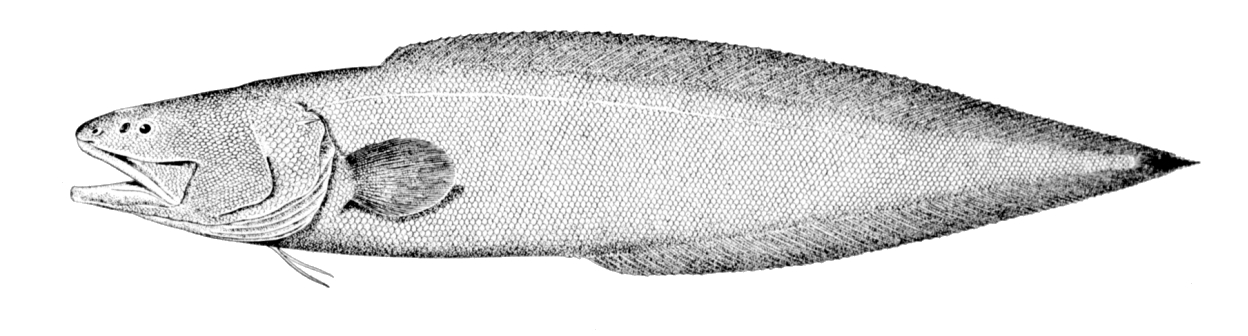
Bassogigas gillii
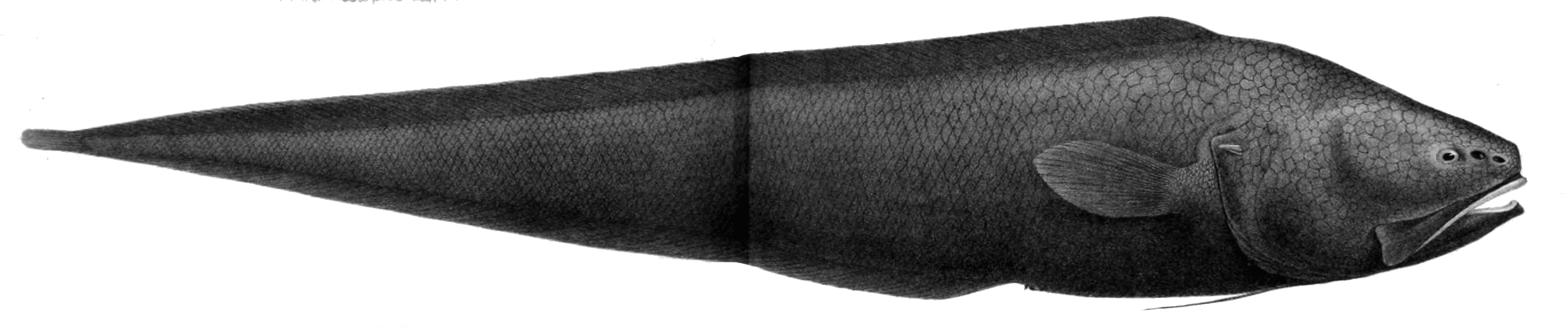
Bassozetus compressus
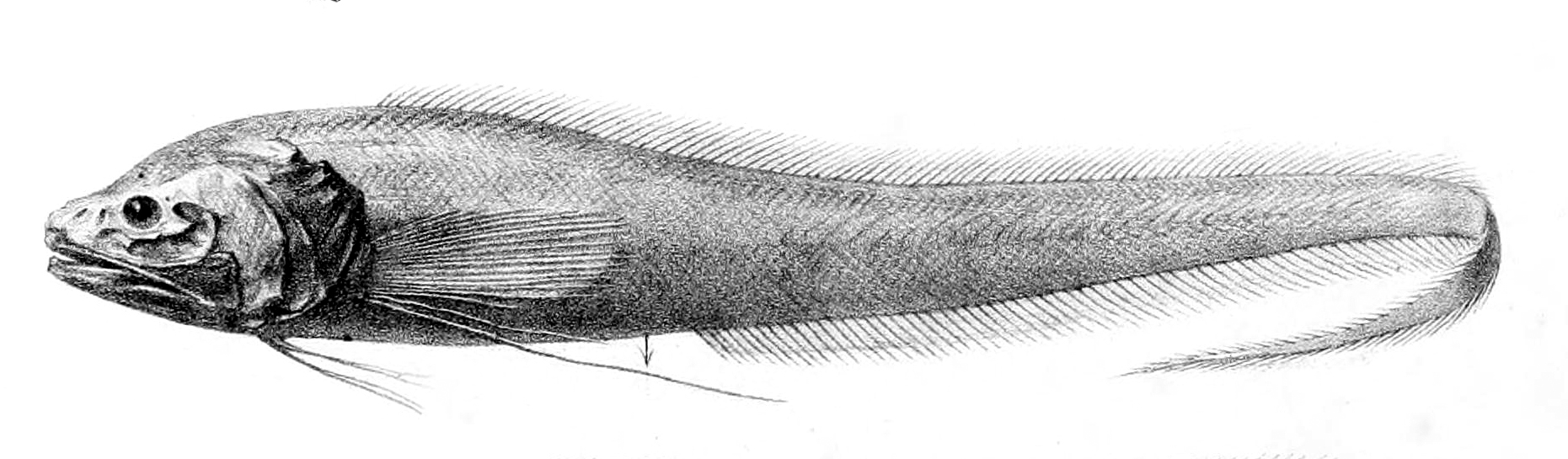
Bathyonus laticeps
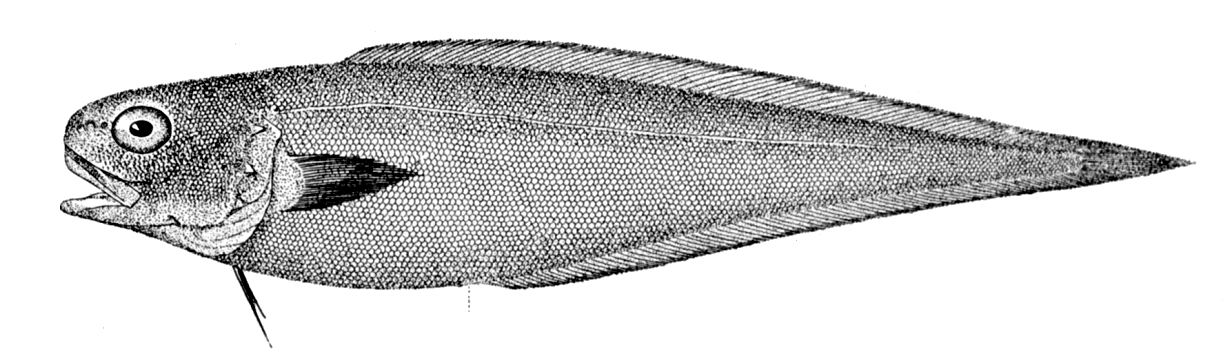
Benthocometes robustus
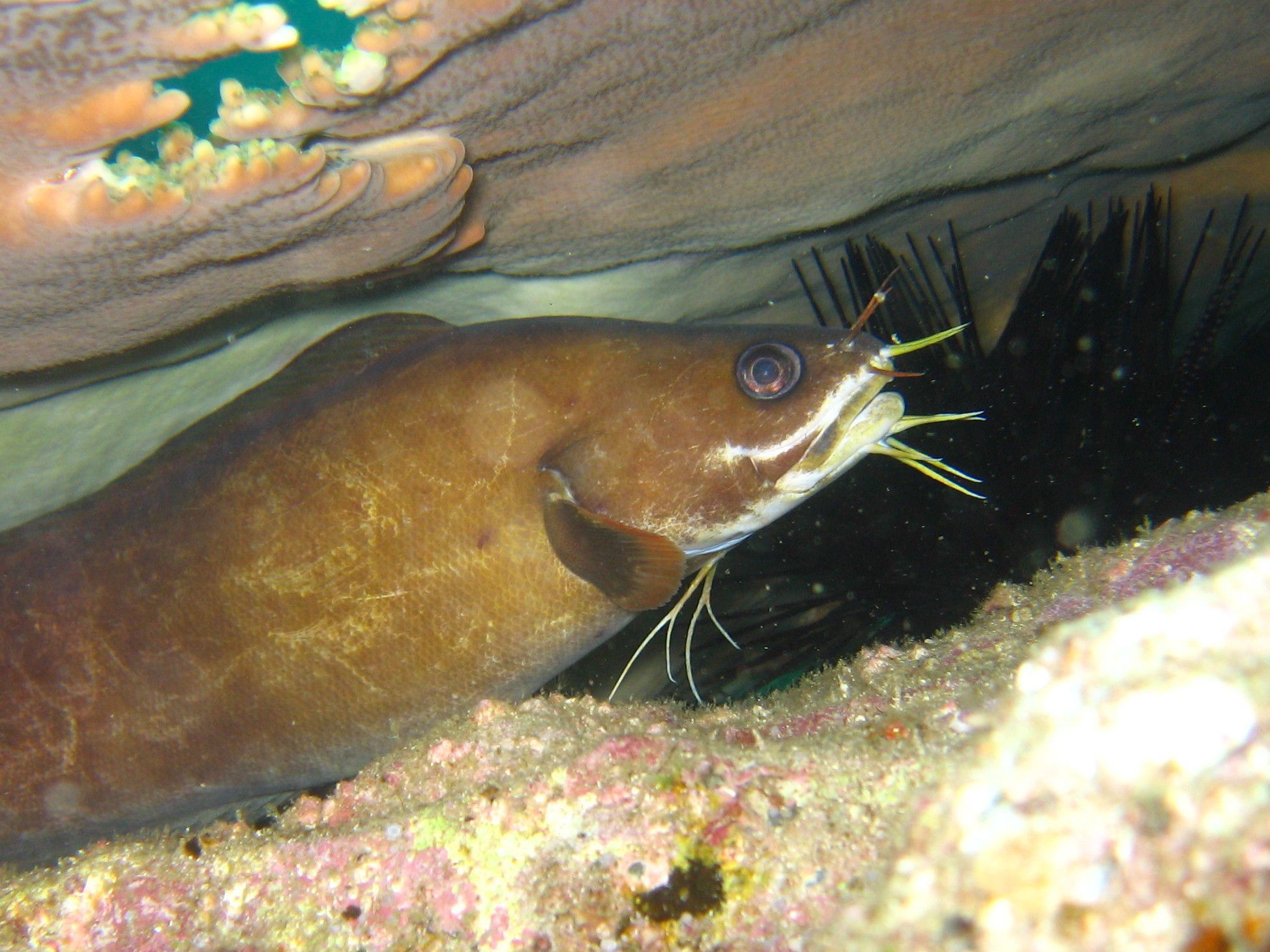
Brotula multibarbata
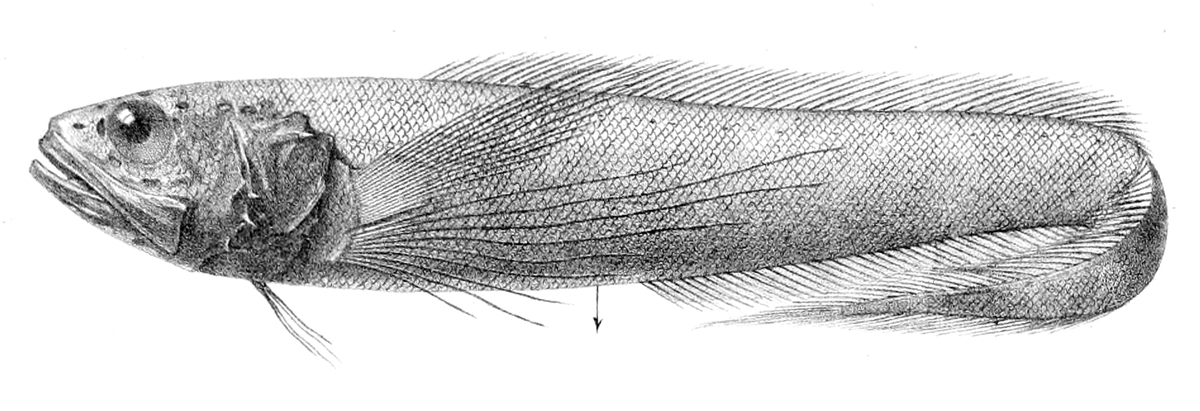
Dicrolene introniger
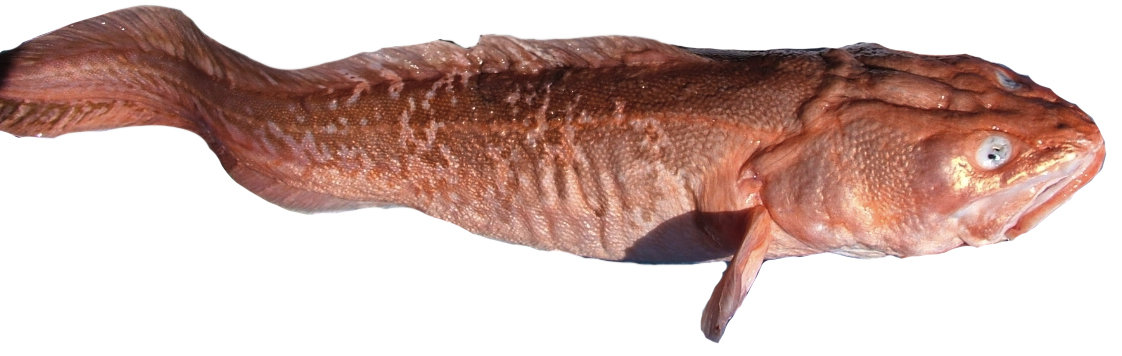
Genypterus blacodes
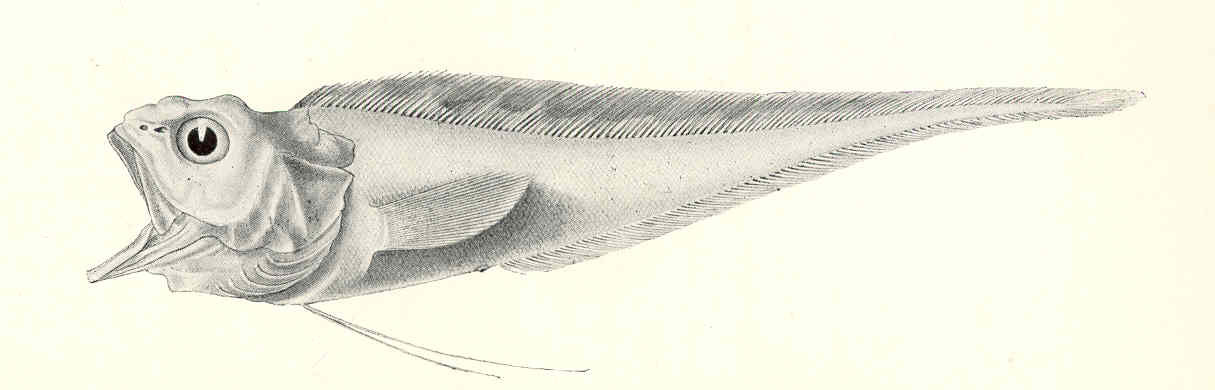
Glyptophidium macropus
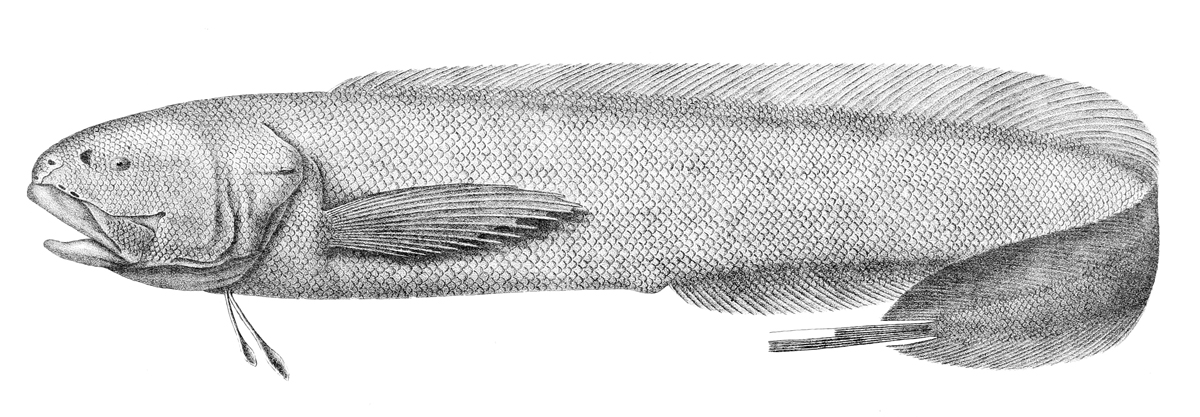
Holcomycteronus brucei
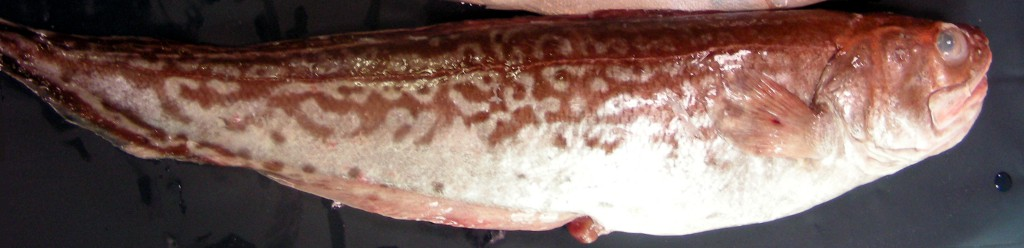
Hoplobrotula armata
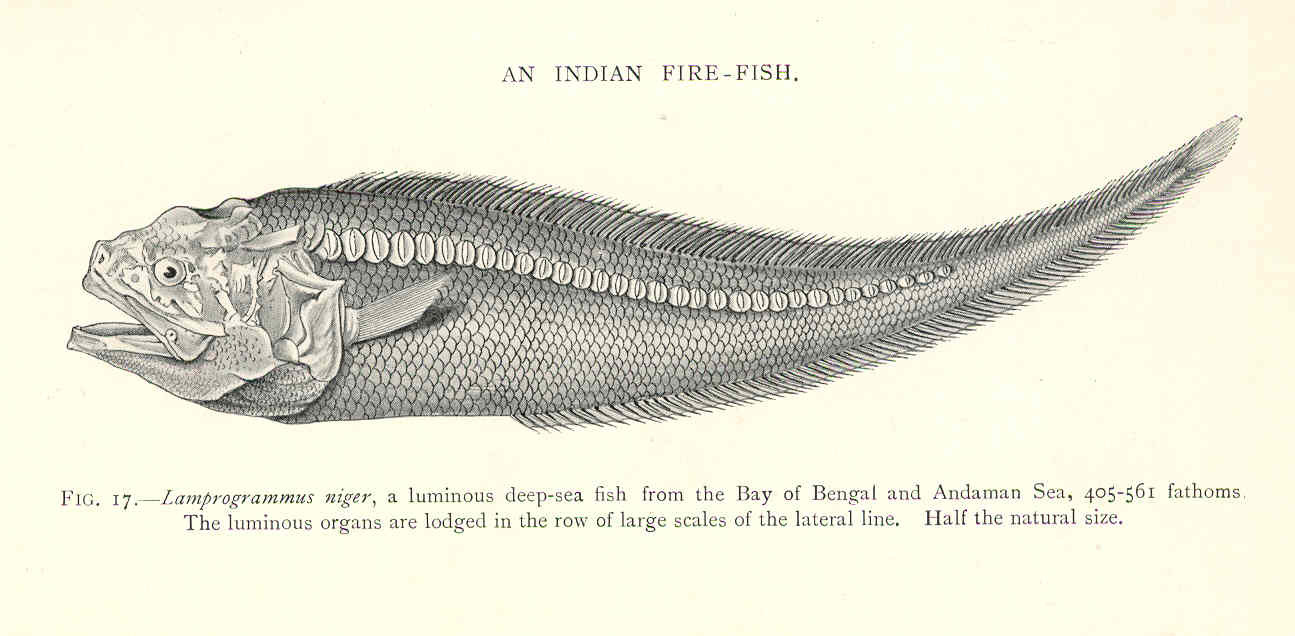
Lamprogrammus niger
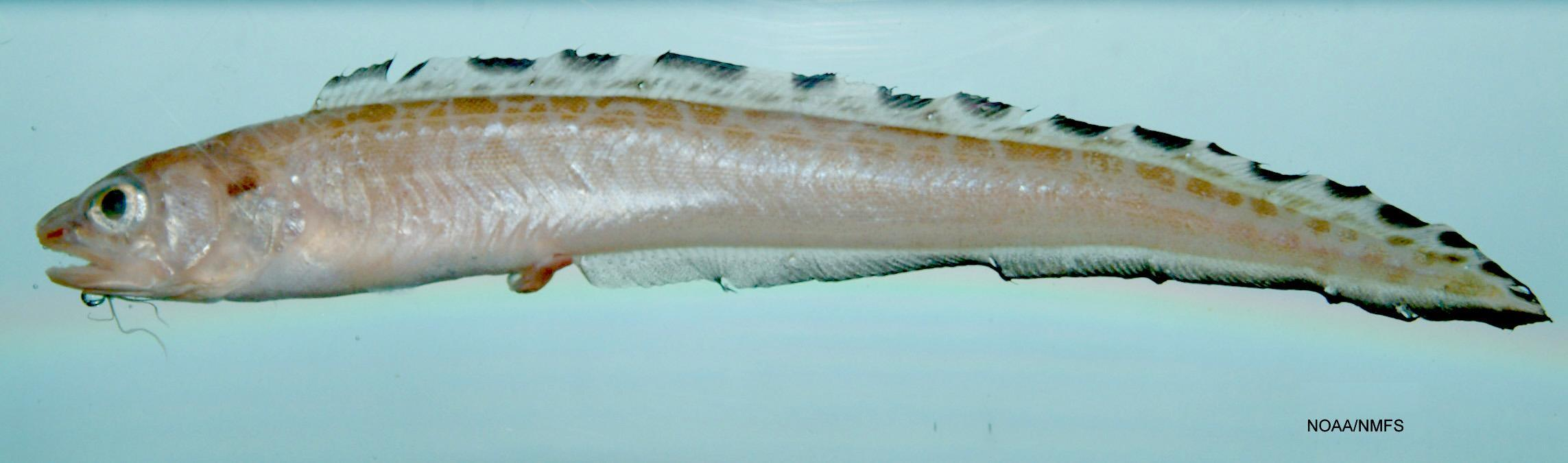
Lepophidium jeannae
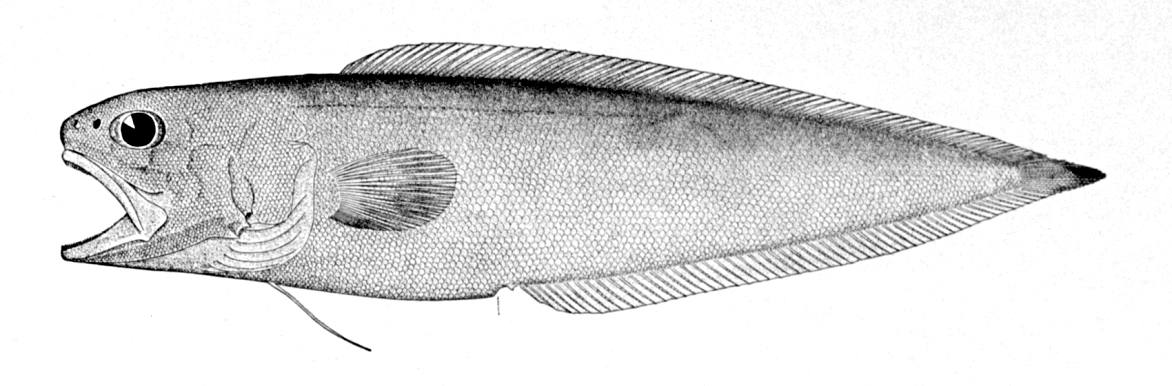
Monomitopus agassizii
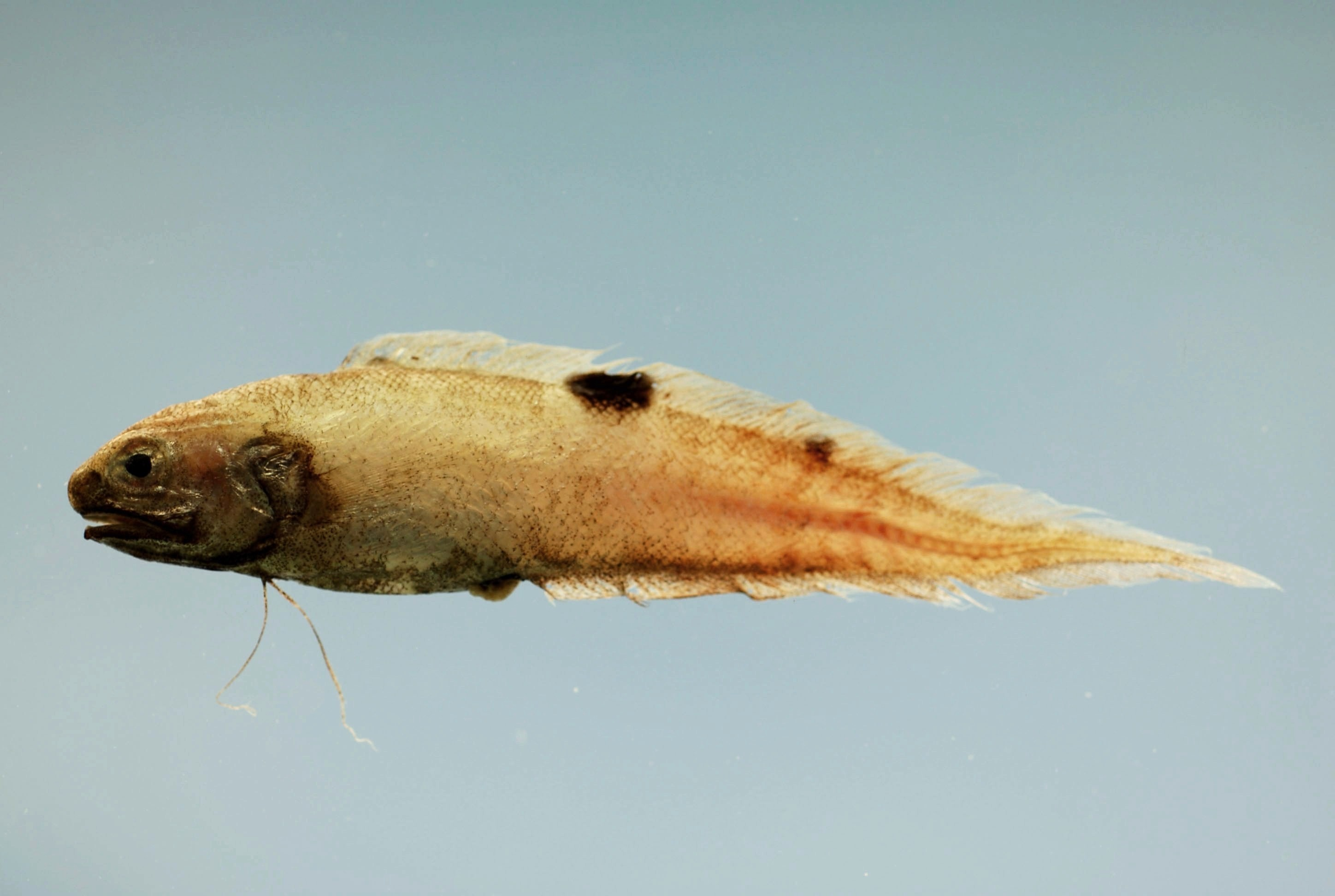
Neobythites gilli
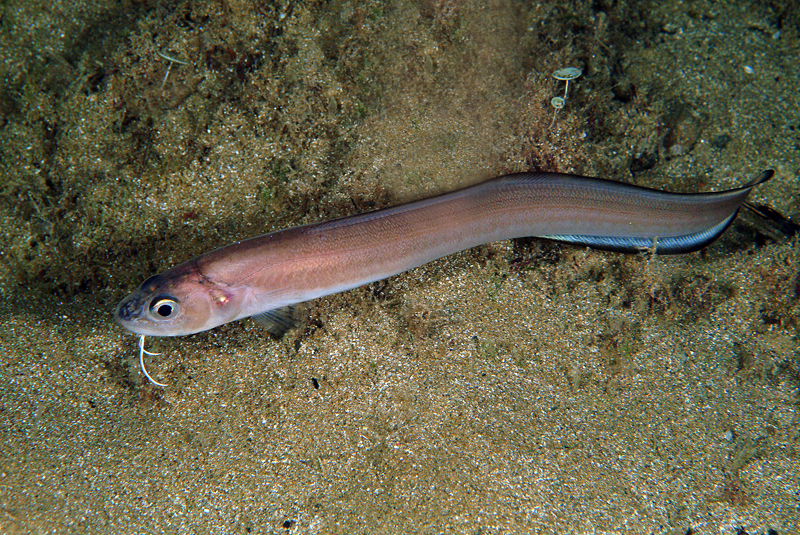
Ophidion barbatum
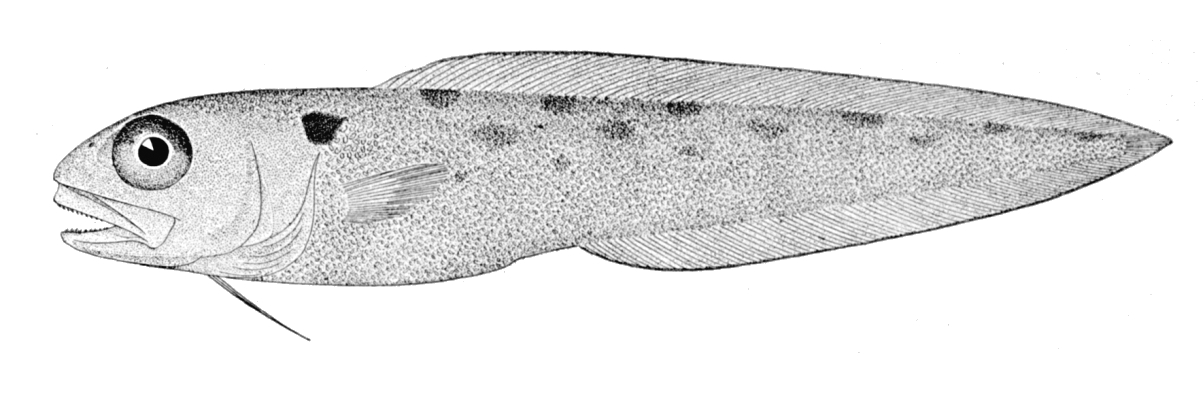
Otophidium omostigma
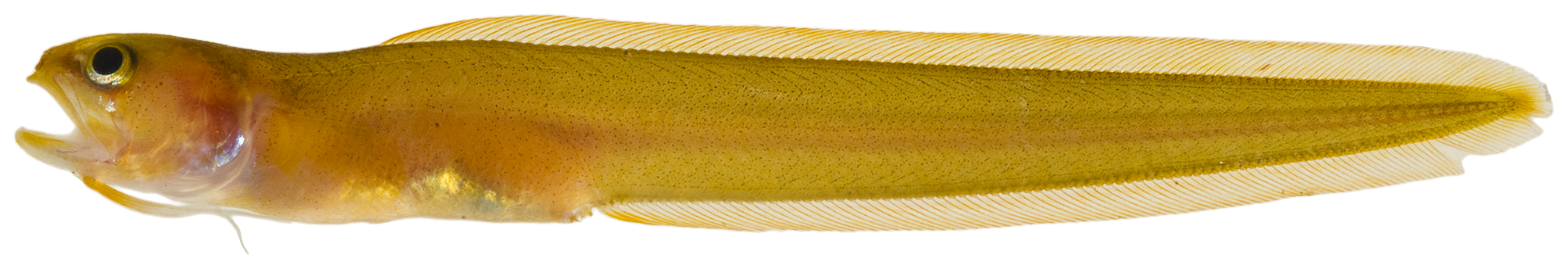
Parophidion schmidti
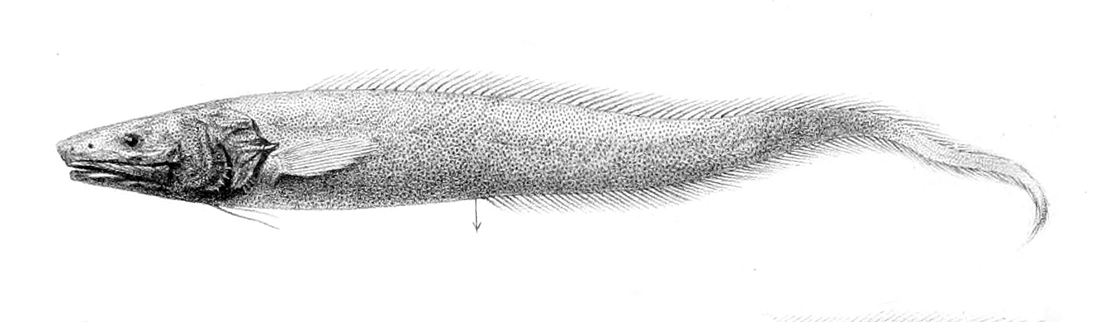
Penopus microphthalmus
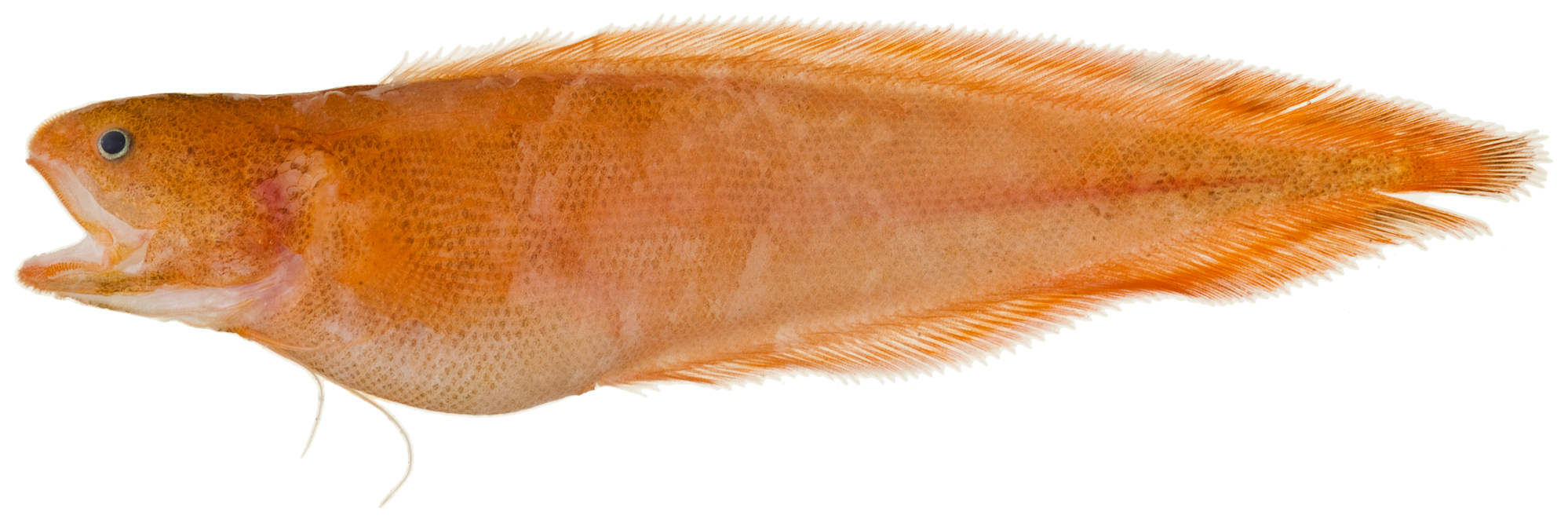
Petrotyx sanguineus
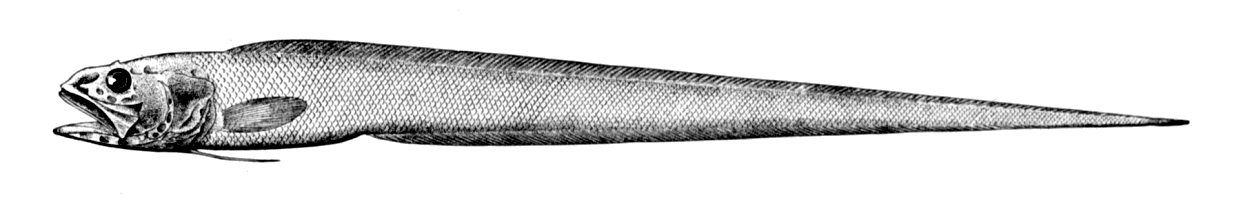
Porogadus catena
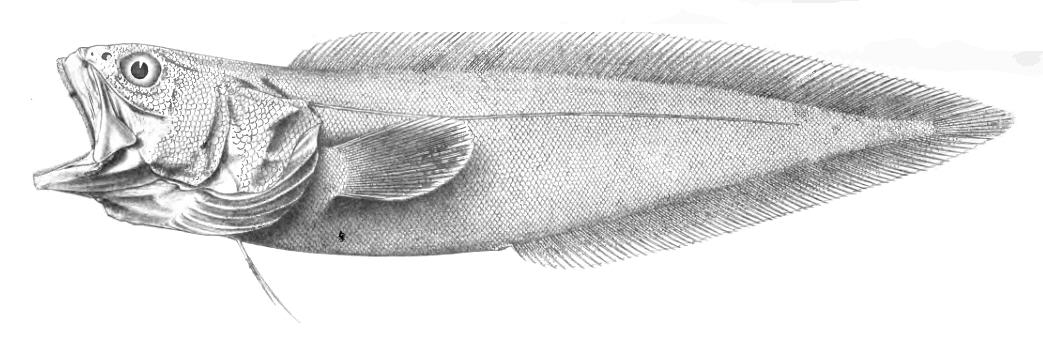
Neobythites squamipinne
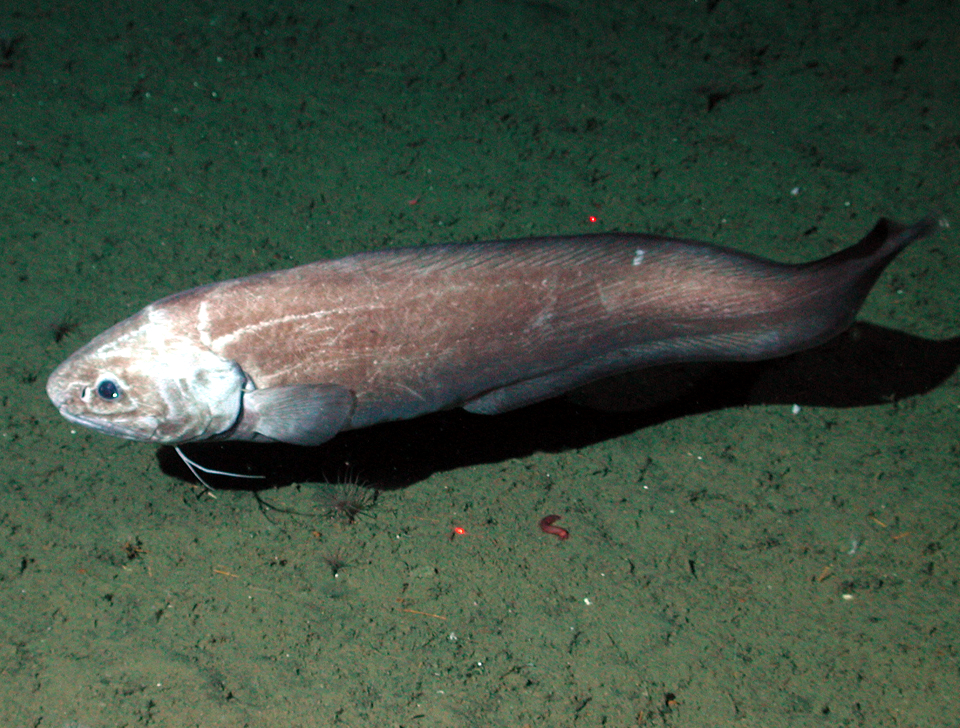
Spectrunculus grandis
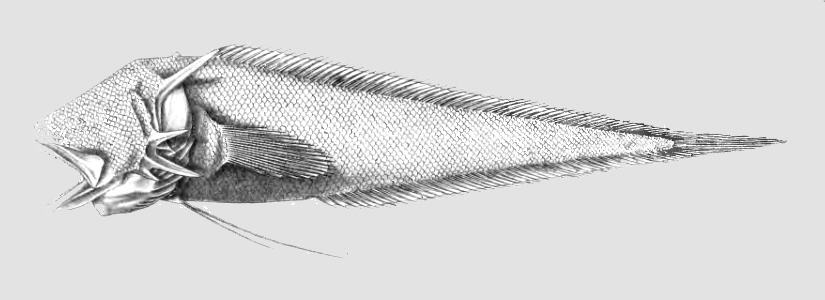
Tauredophidium hextii
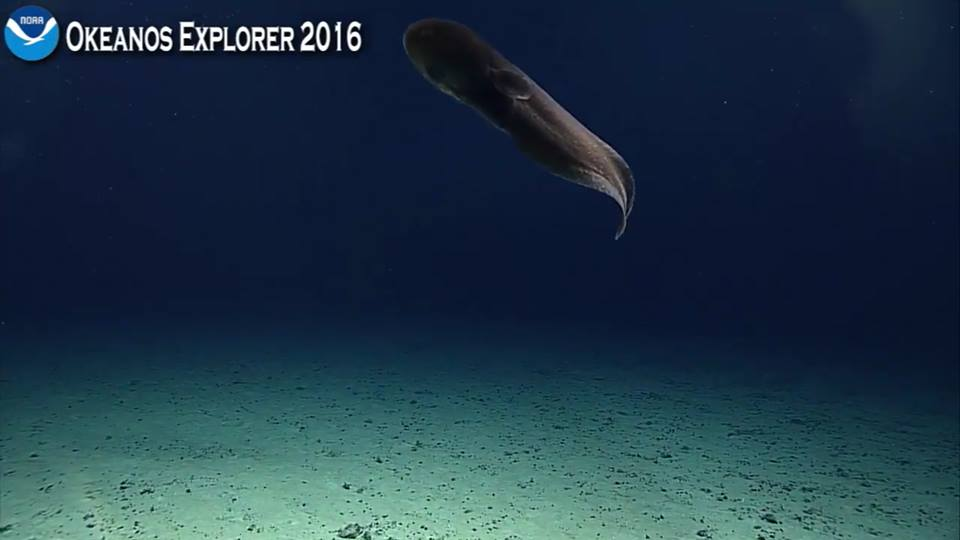
Typhlonus nasus